# Hipponix grayanus
Hipponix grayanus är en snäckart. Hipponix grayanus ingår i släktet Hipponix och familjen Hipponicidae. Inga underarter finns listade i Catalogue of Life.